# Maytenus meridensis
Maytenus meridensis är en benvedsväxtart som först beskrevs av Henri François Pittier, och fick sitt nu gällande namn av José Cuatrecasas. Maytenus meridensis ingår i släktet Maytenus och familjen Celastraceae. Inga underarter finns listade.